# Feltre
Feltre (deutsch veraltet „Felters“) ist eine Stadt mit 20.489 Einwohnern (Stand: 31. Dezember 2023) in der italienischen Provinz Belluno, Region Venetien.

## Geographie
Die Stadt liegt auf einer Höhe von 325 m s.l.m. an einem Nebenfluss des Piave an den Ausläufern der Dolomiten. Die Gemeinde umfasst eine Fläche von ca. 100 km², ihre Einwohnerdichte beträgt 203 Einwohner/km².
Die Stadt ist ein regionales Zentrum der Metallindustrie und Außensitz der von Carlo Bo mitgegründeten privaten Universität IULM (Libera Università di Lingue e Comunicazione; Hauptsitz: Mailand). Die historische Oberstadt mit Häusern aus der Renaissance und sehenswerten Sgraffitoverzierungen liegt auf einem schmalen Bergrücken.
Nachbargemeinden sind Cesiomaggiore, Fonzaso, Borgo Valbelluna, Mezzano, Pedavena, Quero Vas, Seren del Grappa und Sovramonte.

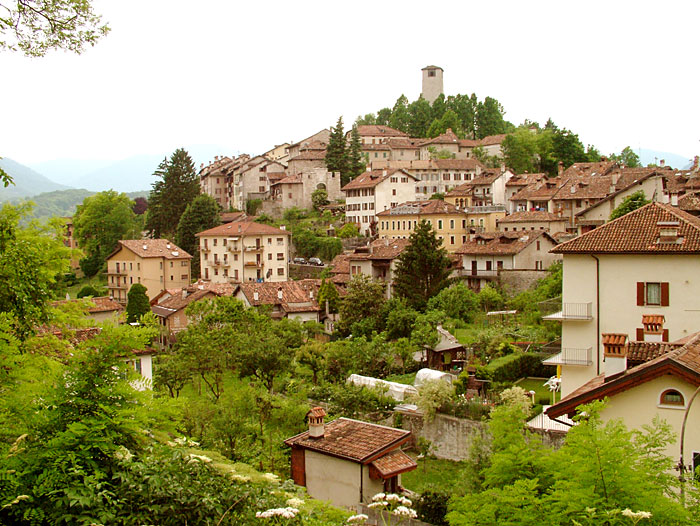
Historische Oberstadt von der Via Panoramica aus
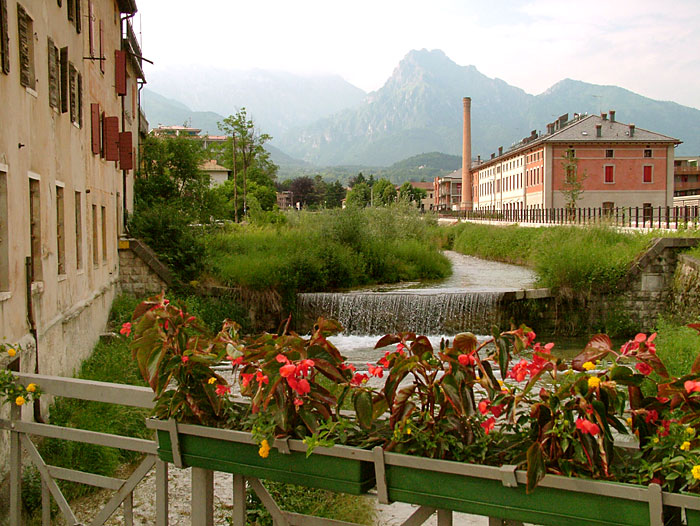
Blick von der Brücke der Via Tezze in Richtung der Dolomiten

## Geschichte
Der Ortsname stammt von den Etruskern, welche sie „Felthuri“ oder „Velhatre“ nannten. Zur Römerzeit war sie unter dem Namen „Feltria“ bekannt, wie in der Naturalis historia von Plinius dem Älteren beschrieben. Sie lag an der Via Claudia Augusta, einer wichtigen Römerstraße von Aquileia nach Augsburg.
Im Jahre 1404 fiel Feltre, zusammen mit Belluno an die Republik Venedig. 1509 wurde die Stadt von den Truppen Maximilian I. von Österreich auf seinem Feldzug gegen Venedig komplett zerstört.
Im Jahre 1797 wurde die Stadt von Frankreich erobert und kam nach dem Wiener Kongress zu Österreich-Ungarn. 1866 wurde sie von Italien annektiert und gehört seit dem Ende des Ersten Weltkriegs offiziell zu Italien.
Während des Zweiten Weltkriegs kam es am 19. Juli 1943 in Feltre zum letzten Zusammentreffen von Hitler und Mussolini auf italienischem Boden. Anlass war die zunehmende Bedrohung Süditaliens, insbesondere Siziliens, durch die Alliierten und der beginnende Rückzug der Wehrmacht an der Ostfront kurz nach der Niederlage bei Stalingrad. Die gegensätzlichen Ziele der Verbündeten brachten Mussolini in einen Interessenkonflikt, der mitentscheidend zu seiner Absetzung durch den Faschistischen Großrat und seiner Verhaftung am 25. Juli 1943 führte.

## Kultur und Sehenswürdigkeiten
- Der Dom San Pietro liegt außerhalb der Stadtmauern. Von dem 1510 durch Truppen Maximilian I. zerstörten Vorgängerbau sind noch die Krypta und der erhöhte Chor darüber erhalten. Der Chor besteht aus der Haupt- und zwei Nebenkapellen. In ihm befindet sich rechts das Grabmonument für Matteo Belatti (1525) von Tullio Lombardo. Zwei Altarbilder von Pietro Marescalchi, Barmherzigkeit (1557) und Johannes der Täufer (1567), befinden sich im rechten Seitenschiff.

## Verkehr
Die Ferrovia Decauville Feltre–Fonzaso–Fastro war eine während des Ersten Weltkriegs von den italienischen Streitkräften gebaute Feldbahn mit einer Spurweite von 600 mm.

## Persönlichkeiten
- Vittorino da Feltre (1439–1446), Renaissance-Humanist
- Bernhardin von Feltre (1378–1494), Franziskaner, bedeutender Prediger und Gründer caritativer Leihanstalten
- Giorgio Dal Piaz (1872–1962), Geologe und Paläontologe
- Mario Zanin (1890–1958), Geistlicher und vatikanischer Diplomat
- Toni Barpi (1920–2013), Schauspieler
- Tancredi Parmeggiani (1927–1964), Maler
- Enrico dal Covolo SDB (* 1950), römisch-katholischer Theologe und seit 2010 Rektor der Päpstlichen Lateranuniversität
- Maurizio Zanolla (* 1958), Kletterer
- Rodolfo Zucco (* 1966), Philologe
- Laura Bettega (* 1968), Skilangläuferin
- Bruno Debertolis (* 1978), Skilangläufer
- Manuel De Toni (* 1979), Eishockeyspieler
- Paolo Bustreo (* 1983), Eishockeyspieler
- Stefano Doglioni (* 1986), Jazzmusiker
- Davide Malacarne (* 1987), Radrennfahrer
- Ilaria Debertolis (* 1989), Skilangläuferin
- Giandomenico Salvadori (* 1992), Skilangläufer
- Andrea Reghin (* 1994), Grasskiläufer
- Lucia Dalmasso (* 1997), Snowboarderin